# 內格羅河 (阿根廷)

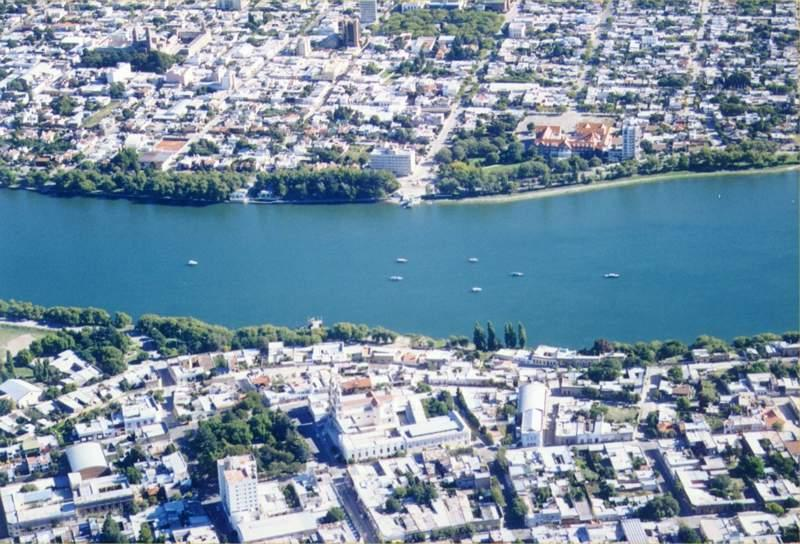
內格羅河近河口

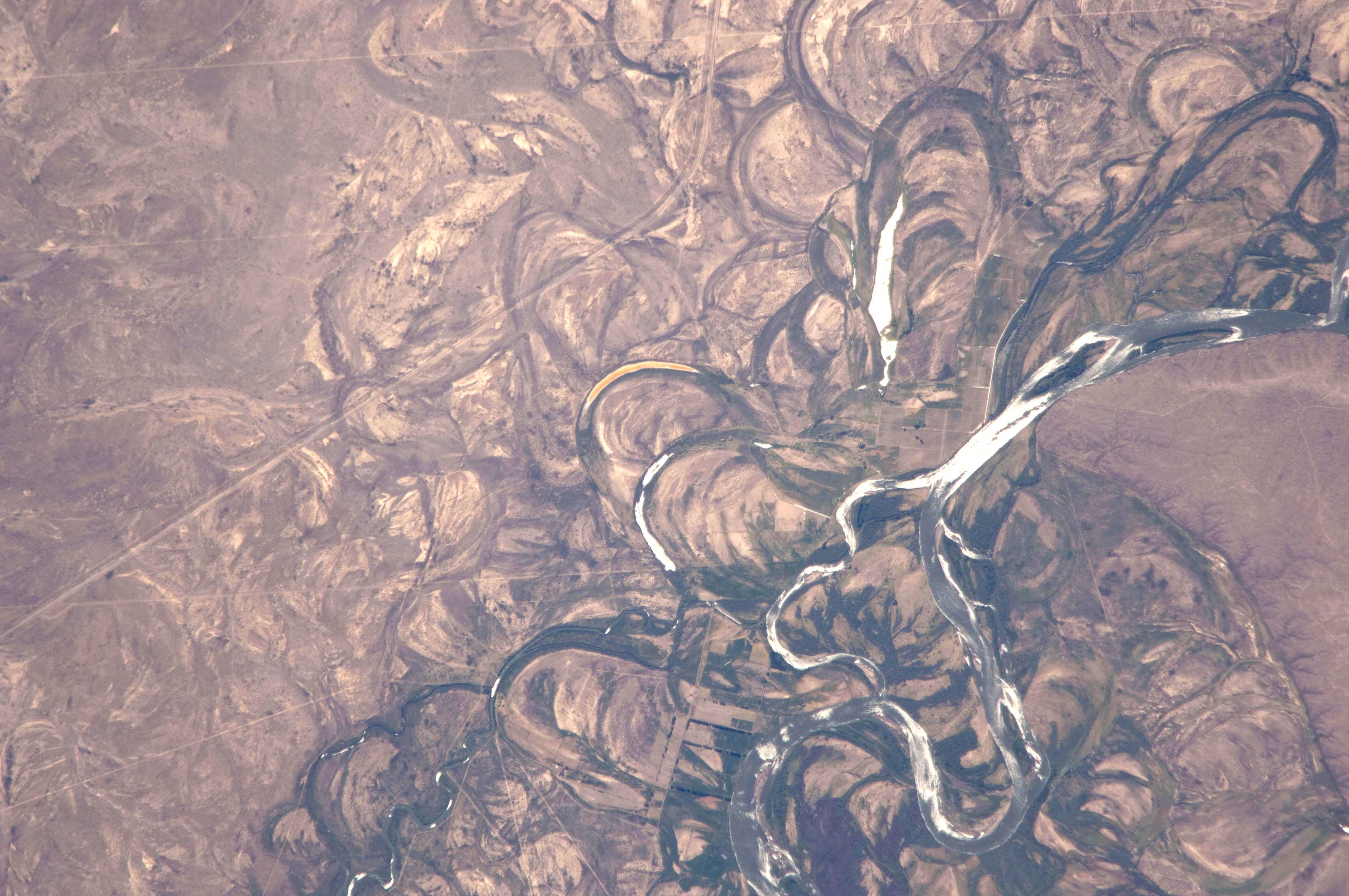
內格羅河衛星圖

內格羅河（西班牙語：Río Negro）是阿根廷的河流，河道全長635公里，集水區面積132,275平方公里，由利邁河和內烏肯河匯流而成，流經內格羅河省和布宜諾斯艾利斯省，最終注入大西洋。

## 外部連結
- Upper Valley (English)
- Valle Medio (Spanish)
- El Valle (Spanish)
- Regatta's official site (English & Spanish)